# Província de Dòbritx
La província de Dòbritx (en búlgar: Област Добрич/Oblast Dobrič) és una província del nord-est de Bulgària. La principal ciutat és Dòbritx. El 1949, Dòbritx (ciutat) fou renaomenada Tolbukhin en honor del general soviètic Fiódor Tolbukhin, cap del 3r Front Ucraïnès i responsable d'alliberar la regió dels nazis. La província de Tolbukhin fou creada per la reorganització del govern local del 1959. Tant el nom de la ciutat com el de la provincial recuperaren el nom de Dòbritx el 1990, després de la caiguda del comunisme. Al centre de la ciutat, "la ciutat vella", un petit districte d'edificis reconstruïts. La ciutat és un centre agrari del tot el nord de Bulgària.
Quant a la població, el 76,3% són búlgars, el 13,1% turcs (15,4% amb el turc com a llengua materna) i 8,7% són gitanos. Pel que fa a la religió, el 76,0% són cristians i el 20,6% musulmans. Alguns dels turcs són cristians gagauz.